# (12181) 1964 VL1
A (12181) 1964 VL1 a Naprendszer kisbolygóövében található aszteroida. A Bíbor-hegyi Obszervatóriumban fedezték fel 1964. november 9-én.

## Kapcsolódó szócikk
- Kisbolygók listája (12001–12500)